# Acestrocephalus stigmatus
Acestrocephalus stigmatus es una especie de peces de la familia Characidae en el orden de los Characiformes.

## Morfología
Los machos pueden llegar alcanzar los 9,8 cm de longitud total.
- Número de  vértebras: 38-39.[1]

## Hábitat
Vive en zonas de clima tropical.

## Distribución geográfica
Se encuentran en Sudamérica: ríos  Tocantins, das Mortes (afluente del río Araguaia) y  Xingu (Brasil ).